# Ронеби
Ронеби (швед. Ronneby) град је у Шведској, у јужном делу државе. Град је у оквиру Блекиншког округа, где је трећи град по величини. Ронеби је истовремено и седиште истоимене општине.

## Природни услови
Град Ронеби се налази у јужном делу Шведске и Скандинавског полуострва. Од главног града државе, Стокхолма, град је удаљен 520 км јужно. 
Ронеби се сместио близу југозападне обале Балтичког мора, у приобалној равници. Око града се издиже бреговито подручје. Надморска висина градског подручја се креће 10-40 м.

## Историја
Подручје Ронебија било је насељено још у време праисторије. 1387. године насеље је добило и градска права.
До споразума у Роскилдеу 1658. године овим просторима владала је Данска. После тога Ронеби и целу данашњу јужну Шведску осваја Шведска.
Ронеби доживљава нови процват у другој половини 19. века са доласком индустрије и железнице. Ово благостање траје и дан-данас.

## Становништво
Ронеби има око 13.000 становника (податак из 2010. г.), а градско подручје, тј. истоимена општина има око 28.000 становника (податак из 2010. г.). Последњих деценија број становника у граду лагано расте.
Већина градског становништва су етнички Швеђани, а поред њих живи и мањи број скорашњих усељеника из свих делова света.

## Привреда
Данас је Ронеби савремени град са посебно развијеном индустријом. Последње две деценије посебно се развијају трговина, услуге и туризам.

## Збирка слика
- Старо градско језгро
- Градска кућа Ронебија
- Истраживачки завод SIFO
- Градски дом културе